# Lévy-Khinchin-Formel
Die Lévy-Khinchin-Formel ist ein mathematischer Satz aus der Wahrscheinlichkeitstheorie. Sie charakterisiert die unendlich teilbaren Wahrscheinlichkeitsverteilungen auf den reellen Zahlen über eine kanonische Darstellung ihrer logarithmierten charakteristischen Funktion, die aus drei Teilen besteht.
Die Lévy-Khinchin-Formel basiert auf einer Arbeit von Paul Lévy von 1934, die eine Formel von Andrei Nikolajewitsch Kolmogorow aus dem Jahre 1932 verallgemeinert. Im Jahr 1937 veröffentlichte dann Alexander Jakowlewitsch Chintschin die Lévy-Khinchin-Formel.
Die Lévy-Khinchin-Formel ist beispielsweise wichtig für die Theorie der Lévy-Prozesse, da man aus der Darstellung der logarithmierten charakteristischen Funktion als drei Teile eine entsprechende Zerlegung für die Lévy-Prozesse ableiten kann.
Bernstein-Funktionen werden eindeutig durch die Lévy-Khinchin-Formel charakterisiert.

## Aussage
Sei {\displaystyle P} ein Wahrscheinlichkeitsmaß auf {\displaystyle \mathbb {R} } mit charakteristischer Funktion {\displaystyle \varphi (t)}. Definiere
{\displaystyle \Psi (t):=\ln \varphi (t)}.
Dann gilt:
{\displaystyle P} ist genau dann unendlich teilbar, wenn es eine reelle Zahl {\displaystyle b} und eine nichtnegative Zahl {\displaystyle \sigma ^{2}} gibt sowie ein σ-endliches Maß {\displaystyle \mu }, für das {\displaystyle \mu (\{0\})=0} und
{\displaystyle \int _{\mathbb {R} }\min\{x^{2},1\}\mu (\mathrm {d} x)<\infty }
gelten, so dass {\displaystyle \Psi } die Darstellung
{\displaystyle \Psi (t)=ibt-{\frac {\sigma ^{2}}{2}}t^{2}+\int _{\mathbb {R} }\left(\exp(itx)-1-itx\mathbf {1} _{\{|x|<1\}}\right)\mu (\mathrm {d} x)}
besitzt.
Hierbei bezeichnet {\displaystyle \mathbf {1} _{A}} die Indikatorfunktion der Menge {\displaystyle A}.
Das Maß {\displaystyle \mu } wird als kanonisches Maß oder Lévy-Maß von {\displaystyle P} bezeichnet, die Zahl {\displaystyle b} als Zentrierungskonstante und {\displaystyle \sigma ^{2}} als Gauß’scher Koeffizient. Gemeinsam nennt man {\displaystyle (\sigma ^{2},b,\mu )} ein kanonisches Tripel.
Zu jeder unendlich teilbaren Wahrscheinlichkeitsverteilung gehört ein eindeutig bestimmtes kanonisches Tripel. Umgekehrt kann bei Vorgabe eines kanonischen Tripels eine eindeutige unendlich teilbare Wahrscheinlichkeitsverteilung konstruiert werden.